# Dark Pool
Als Dark Pool (auch Dark pool of liquidity), oder selten Schattenbörse genannt, wird eine bank- oder börseninterne Handelsplattform für den anonymen Handel mit Finanzprodukten bezeichnet, der außerhalb des offenen Wertpapierhandels der Börsen abgeschlossen wird. Zu den Dark Pools gehören Bereiche wie Forex (Kassa-Währungshandel) und CFD (Contract for Difference). Dark Pools unterliegen nicht den Regeln und der Aufsicht der europäischen Börsen. Das zentrale Merkmal der Dark Pools ist die fehlende Transparenz. Wie viele Wertpapiere zu welchem Preis angeboten oder nachgefragt werden, wird den Händlern nicht angezeigt. Das erschwert die Preisfindung. Die genaue Ausgestaltung der Handelsmöglichkeiten unterscheidet sich zwischen den Dark Pools. Meist finanzieren sich Betreiber von „Dark Pools“ über die Geld-Brief-Spanne, also den Unterschied zwischen Angebots- und Nachfragekurs, und bieten die eigentliche Transaktion für den Nutzer als kostenlos an. Die über die Spanne verdeckt finanzierten Gebühren können weit über denen regulierter Börsen liegen. Für Händler ist es aufwendig, die genauen Kosten zu vergleichen, da dazu Geld- und Briefkurs eines „Dark Pools“ mit dem entsprechenden Angebot an der Börse in genau diesem Zeitpunkt verglichen werden muss.
Auch Handelsgeschäfte, die zwar außerhalb der Börsen abgewickelt werden, den Börsen aber gemeldet werden (beispielsweise Blocktrades), werden zur „dunklen Seite“ gezählt.

## Funktionsweise
Während an den meisten Börsen Angebot und Nachfrage nach einzelnen Wertpapieren anhand des Orderbuches für alle Marktteilnehmer ersichtlich sind, wird die verfügbare Liquidität in Dark Pools geheim gehalten. Möchte ein Händler über einen Dark Pool Wertpapiere erwerben, so ist für ihn nicht erkennbar, ob er seine Order ausführen kann. Nur wenn im gleichen Zeitraum ein anderer Händler mindestens dieselbe Anzahl an Wertpapieren verkaufen möchte, kommt es zu einer Transaktion. Der Preis leitet sich dabei typischerweise von einer anderen Börse ab. Üblich ist hierbei der Mittelwert des höchsten Kaufangebots und des niedrigsten Verkaufsangebots (Geld-Brief-Spanne).
Per Definition ist die Ausführung einer Order somit unsicher. Dafür ist der Preis sowohl für den Käufer als auch für den Verkäufer günstiger als an der Börse. Zudem erhalten die anderen Marktteilnehmer keine Informationen über die Transaktion. Dies ist vor allem beim Verkauf großer Mengen von Wertpapieren relevant, da durch das Ändern von Angebot und Nachfrage an der Börse der Preis beeinflusst wird.

## Hintergründe
Im Gegensatz zu geregelten oder regulierten Märkten müssen Dark Pools keine oder nur marginale Transparenzanforderungen erfüllen. Im Sommer 2008 gab es in Europa noch keine gut funktionierenden Dark Pools und in den USA nur wenige. Ende 2009 fand laut Financial Times 1,25 Prozent des gesamten Aktienhandels in Europa über die Dark Pools der sechs Großbanken statt, die damals in diesem Geschäft tätig waren. In den folgenden Jahren gewann das Thema Dark Pools auch in Europa und Asien zunehmend an Bedeutung, da viele Investoren mit großem Ordervolumen lieber anonym bleiben wollen. Dem Vorbild der ersten Anbieter folgten viele Börsen und initiierten, gemeinsam mit großen Investmentbanken, neue Dark Pools. Die US-Börsenaufsicht SEC äußerte sich Mitte 2009 wegen der fehlenden Transparenz kritisch und drohte mit Regulation.

### Weltweit existierende Dark Pools
NYSE Euronext, HSBC und BNP Paribas betreiben seit Ende 2008 einen Darkpool mit dem Namen SmartPool. Dieser wickelt sein Clearing über EuroCCP ab und settelt über LCH.Clearnet.
Crédit Agricole betreibt über das Tochterunternehmen CLSA einen Dark Pool mit dem Namen BlocSec.
Die Londoner Börsengruppe, welche unter anderem die namensgebende Londoner Börse betreibt, übernahm 2010 den Dark Pool Turquoise.
Darüber hinaus gibt es mit Liquidnet einen Dark-Pool-Betreiber in New York, der in Japan, Hongkong, Südkorea und Singapur Zugriffspunkte hat.
Seit 23. August 2010 betreibt die Deutsche Bank mit dem Deutsche Bank Automated Trading System (DBATS) einen Dark Pool in Hongkong.
Die Deutsche Börse hatte sich 2008 aus Neutralitätsgründen gegen die Schaffung eines solchen Angebots ausgesprochen, bietet inzwischen aber Xetra Midpoint an. Das entsprechende Angebot der Schweizer Börse heißt SIX Liquidnet Service.

#### Crossing Networks
Crossing Networks sind Handelssysteme, die es einem Handelsteilnehmer (z. B. einer Großbank) erlauben, verschiedene Kundenaufträge zusammenzuführen (zu „matchen“), sofern diese zusammenpassen, um so das Weiterleiten an externe Börsen zu verhindern. Teilweise führen diese Systeme die Kundenaufträge auch gegen Eigenbestände des jeweiligen Handelsteilnehmers aus. Dadurch ist es den Teilnehmern möglich, Gebühren zu sparen. Da diese Systeme die in den Büchern stehenden Bids und Asks nicht transparent anzeigen, werden sie auch zu den Dark Pools gezählt.
Auch Goldman Sachs betreibt in Hongkong seit März 2009 einen Dark Pool unter dem Namen Sigma X, mit dem das interne „Crossen“ von passenden Handelsaufträgen möglich ist, bevor diese an externe Handelsplätze weitergeleitet werden. Der Vorgang wird auch als Internalisierung bezeichnet.
Auch die Credit Suisse betreibt mit Crossfinder einen solchen Dark Pool.

## Dark Trade
Die Dark Pools stellen nur einen Teilbereich des sogenannten „Dark Trade“ dar. Als Dark Trade wird der gesamte Handel bezeichnet, der außerbörslich zwischen Banken und Marktteilnehmern abgewickelt wird. Als „Lit Trade“ dagegen wird der Handel über regulierte Börsen und über die Multilateral Trading Facilities (MTF) bezeichnet, unabhängig davon, ob er über den Parketthandel oder über ein elektronisches Handelssystem abgewickelt wird. Anfang 2011 betrug der Marktanteil, der in Europa über Dark Trades gehandelt wurde, laut Angabe des Londoner Verbandes der Chartered Financial Analysts (CFA) fast 40 % des Handelsvolumens großer europäischer Börsen, bei einigen der wichtigsten Standardindizes (u. a. DAX) sogar 50 %.